# Ashanti Gold Sporting Club
L'Ashanti Gold Sporting Club, noto anche semplicemente Ashanti Gold, è una società di calcio ghanese, con sede ad Obuasi.

## Storia
La squadra è stata fondata nel 1978 da un gruppo di dipendenti della Ashanti Goldfields Corporation con il nome Obuasi Goldfields Sporting Club, senza che però l'azienda finanziasse la squadra, venendo sostenuta autonomamente dai lavoratori. La situazione cambiò quando la squadra raggiunse la finale della coppa nazionale nel 1984, persa contro l'Asante Kotoko; il prestigioso risultato spinse i proprietari dell'Ashanti Goldfields Corporation a finanziare la squadra che così riuscì a raggiungere la massima serie ghanese.
Dal 2004 ha assunto il nome di Ashanti Gold Sporting Club.
La squadra nella sua storia ha vinto quattro campionati ghanesi nel 1994, 1995, 1996 e 2015, ed una coppa nazionale nel 1993.
Ha inoltre partecipato a quattro edizioni della Coppa Campioni d'Africa, raggiungendo la finale dell'edizione 1997, persa contro i marocchini del Raja Casablanca.

## Palmarès

### Competizioni nazionali
- Campionato ghanese: 4

1994, 1995, 1996, 2015
- Coppa di Ghana: 1

1993